# John Howard Northrop
John Howard Northrop (Yonkers, New York, 1891. július 5. – Wickenburg, Arizona, 1987. május 27.) amerikai biokémikus. 1946-ban elnyerte a kémiai Nobel-díjat, mert kidolgozta több enzim és vírus kristályosítási eljárását.

## Tanulmányai
John Howard Northrop 1891. július 5-én született a New York állambeli Yonkersben, John Isaiap Northrop és Alice Rich Northrop gyermekeként. Nagy múltú jenki családból származott, egyik őse még 1630-ban érkezett Amerikába és felmenői között előfordult a Princeton igazgatója vagy cukorgyártó iparmágnás. Apja a Columbia Egyetem zoológiai tanszékén tanított, de John születése előtt két héttel a zoológiai múzeumban kitörő tűzben az életét vesztette. A New York-i Normal College-ben botanikát oktató anyja egyedül nevelte fel őt. Jóval később, 1922-ben anyja is baleset áldozatává vált, amikor autója vonattal ütközött. 
Northrop Yonkersben végezte el az elemi és középiskolát, majd a Columbia Egyetemen tanult kémiát, ahol tagja volt a lövész- és vívóklubnak. 1912-ben megszerezte a B.Sc., egy évvel később az M.Sc. fokozatot; 1915-ben pedig megvédte doktori disszertációját, amelyet a foszfor és a keményítő kapcsolatáról írt. Ezt követően – bár elnyert egy európai ösztöndíjat, de az első világháború miatt nem tudott elutazni – a Rockefeller Intézet orvosi kutatóintézetében kezdett dolgozni Jacques Loeb mellett. Az Intézettel (később Egyetemmel) való kapcsolata 70 éven át megmaradt.     

## Munkássága

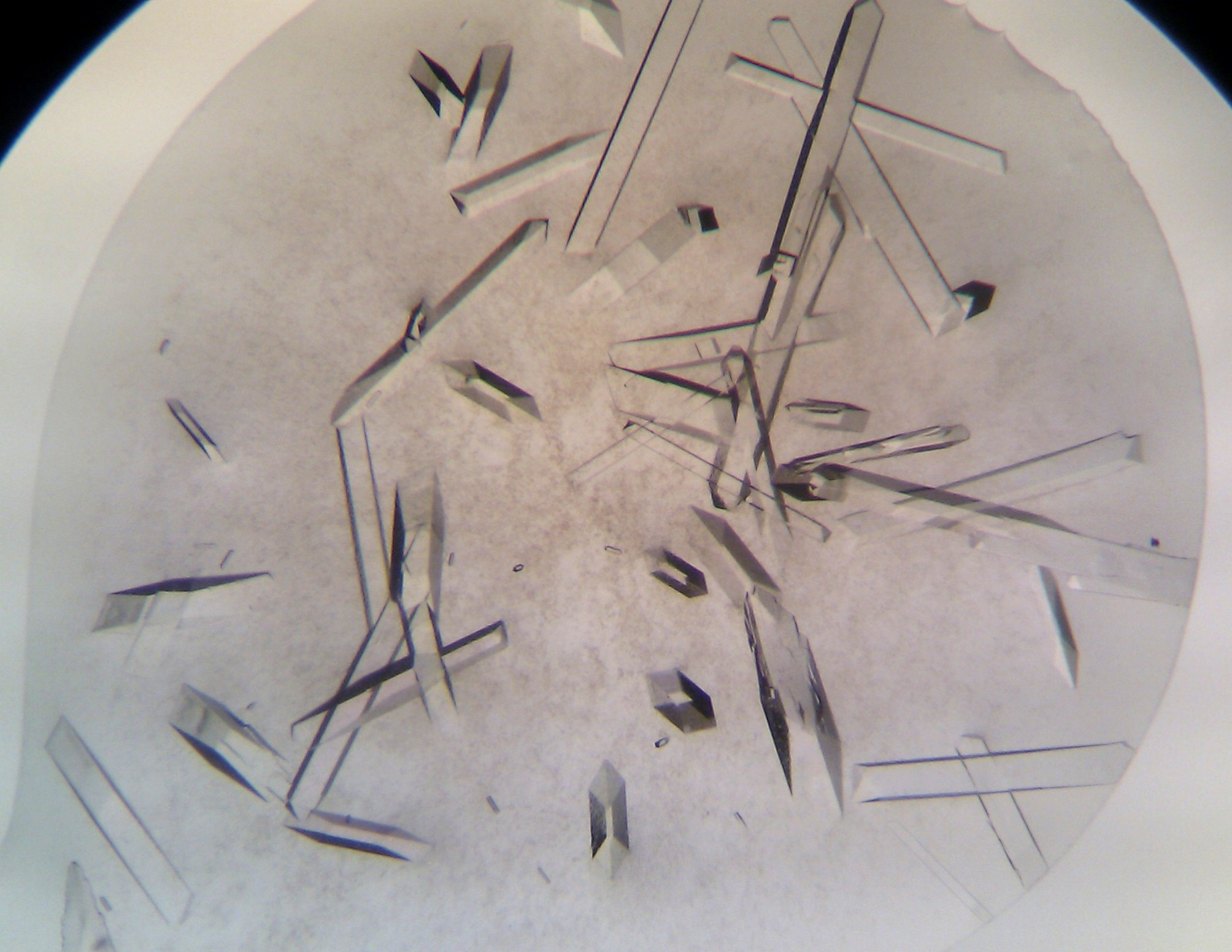
Tripszinkristályok

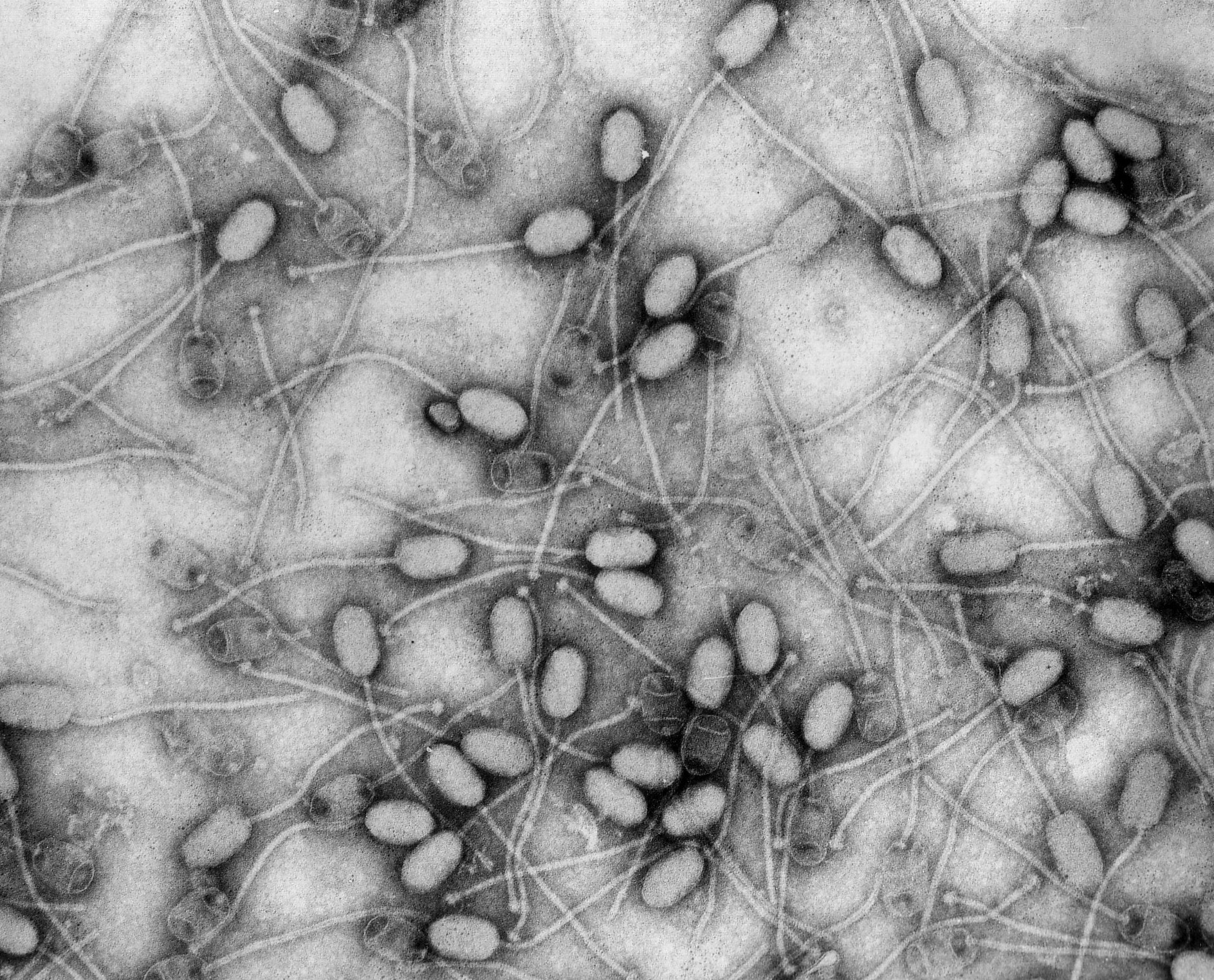
Bakteriofágok elektronmikroszkópos felvétele

Northrop eleinte azt kutatta, hogyan hatnak a környezeti tényezők az ecetmuslica öröklődésére. A világháború miatt azonban hiány mutatkozott számos vegyszerből és azt a feladatot kapta, hogy dolgozzon ki egy módszert aceton előállítására. Northrop talált egy mikroorganizmust, amely cukorból 8%-nyi acetont állított elő és miután a hadsereg vegyi hadviselési szolgálata behívta és századosi rangot adományozott neki, segédkezett egy gyártóüzem létrehozásában. 
A háború után több kutatásban vett részt, vizsgálta a patkórákok fényérzékelését, az ozmózis kinetikáját, a zselatin micelláit, vagy a vörösvértestek és baktériumok agglutinációját. Ekkor kezdte el tanulmányozni a tripszin és a pepszin emésztőenzimek kinetikáját és gátlását. Többek között megállapította, hogy az élő sejtek valamilyen módon gátolják az enzimek működését, mert az élő szervezetben a gyomor (vagy a benne levő parazita férgek) immunisak az emésztőenzimek hatására, míg azok a halál beállta után hamarosan elkezdik szétbontani a sejteket.  
1924-ben Loeb meghalt és Northrop elvesztette közeli munkatársát és barátját. A következő évben átment a Rockefeller Intézet állatpatológiai laboratóriumába (azzal indokolta döntését, hogy így kevesebbet kell ingáznia). 1926-ban, miután megtudta, hogy James Sumner sikeresen kristályosított egy enzimet, az ureázt, ismét elővette a pepszint és elkezdte kidolgozni kristályosításának módszerét. Munkáját 1929-re siker koronázta és egyúttal bebizonyította – ami addig nem volt egyértelmű – hogy az enzimek fehérjék. A kristályok visszaoldásával azt is kimutatta, hogy a pepszin egyféle fehérje (vagy két, nagyon hasonló protein keveréke). 1933-ban bebizonyította, hogy két európai laboratórium eredményeivel szemben a pepszin "aktív csoportját" nem lehet átvinni egy fehérjéről a másikra, hanem ebben az esetben a két protein laza összekapcsolódása történt. Northrop közreműködésével egyik munkatársa, Moses Kunitz sikeresen kristályosította a tripszint.    
1929-től egy másik munkatársával, Albert Krugerrel együtt tanulmányozta a bakteriofágok fertőzéskinetikáját, de Kruger 1931-ben elköltözött Kaliforniába és ezt a munkát félretette. Miután Wendall Stanley kristályosította a dohánymozaikvírust, Northrop 1936-ban felújította víruskutatásait és bebizonyította, hogy a fágok a legtisztább preparátumokban is tartalmaznak nukleinsavakat (ezeknek a funkciója azonban ekkor még ismeretlen volt). Kísérleteket folytatott ellenanyagokkal és sikeresen kristályosította a diftéria-antitoxint. 
A második világháború során a Védelmi Minisztériumnak dolgozott: kémiai és biológiai teszteket dolgozott ki a vegyi fegyverek és más veszélyes anyagok kimutatására. Munkájáért elnöki dicséretben részesült. 
1946-ban a kémiai Nobel-díjat az enzimológiai kutatásokért osztották ki. James Sumner és Wendall Stanley mellett Northrop is megkapta a legmagasabb tudományos elismerést.  
Röviddel később a Rockefeller Intézet financiális nehézségekre hivatkozva bezárta állatpatológiai laboratóriumát. Northrop elfogadta a Berkeley-i Kaliforniai Egyetem ajánlatát és 1949-ben Kaliforniába költözött, hogy biofizikát oktasson. Emellett folytatta kutatásait a bakteriofágokkal, bár azokat – hibásan – olyan enzimeknek gondolta, amelyekben a nukleinsavak katalitikus feladatot látnak el. 1962-ben visszavonult az oktatástól, de még hat évig folytatta laboratóriumi  munkáját. 1975-ben, felesége halála után az arizonai Wickenbergbe költözött, ahol a száraz sivatagi klíma jót tett egészségének.     

## Elismerései
- 1931 Stevens-díj (Columbia Egyetem)
- 1936 Chandler-érem (Columbia Egyetem)
- 1939 Daniel Giraud Elliot-érem (Nemzeti Tudományos Akadémia)
- 1946 Kémiai Nobel-díj (Nobel-díj Bizottság)
- 1948 Certificate of Merit Medal (Az USA kormánya)
- 1961 Alexander Hamilton-érem (Columbia Egyetem)

A Harvard, Columbia, Yale, Princeton, Rutgers és Kaliforniai Egyetemek díszdoktori címet adományoztak neki. Tagja volt a Nemzeti Tudományos Akadémiának (1934) és az Amerikai Művészeti és Tudományos Akadémiának (1949).

## Családja és magánélete
John Northrop 1917-ben vette feleségül Louise Walkert, a Woods Hole-i tengerbiológiai laboratóriumban ismerkedett meg, ahol az a zoológiai doktorátusán dolgozott. Két gyermekük született, Alice és John. Alice 1948-ban feleségül ment Frederick C. Robbinshoz, aki a poliovírus-vakcinával folytatott munkájáért 1954-ben orvosi Nobel-díjat kapott. Ifjabb John Northrop oceanográfus lett. Northrop rendszeresen sportolt: evezett, vitorlázott, vadászott, lovagolt, lövészettel foglalkozott. Vadászkutyáit maga képezte. Fiatalon a laboratóriumi munka mellett más elfoglaltságai is voltak; 1913-ban megpróbálkozott a mezőgazdasággal, de farmja leégett. Ezt követően a Colorado-folyón aranyat mosott, de a világháború kitörése miatt fel kellett hagynia vele. A 30-as évek elején egy növénypatológus kollégájával kórokozómentes vetőburgonya termesztésébe fogott. A második világháború alatt mustárgázzal kísérletezett és állítólag a méreggel való érintkezése miatt hallása erősen megromlott.   
John Howard Northrop 1987. május 27-én halt meg, amikor 95 éves korában öngyilkos lett.